# Eskovia
Eskovia Marusik & Saaristo, 1999 è un genere di ragni appartenente alla famiglia Linyphiidae.

## Etimologia
Il nome del genere è in onore dell'aracnologo russo Kirill Eskov (1956 - )

## Distribuzione
Le due specie oggi attribuite a questo genere sono diffuse in Russia, Canada e Mongolia.

## Tassonomia
Le caratteristiche di questo genere sono basate sull'esame degli esemplari di Minicia exarmata Eskov, 1989.
A dicembre 2011, si compone di due specie:
- Eskovia exarmata (Eskov, 1989)[3] — Russia, Canada
- Eskovia mongolica Marusik & Saaristo, 1999 — Mongolia